# Burkhard Gotthelf Struve

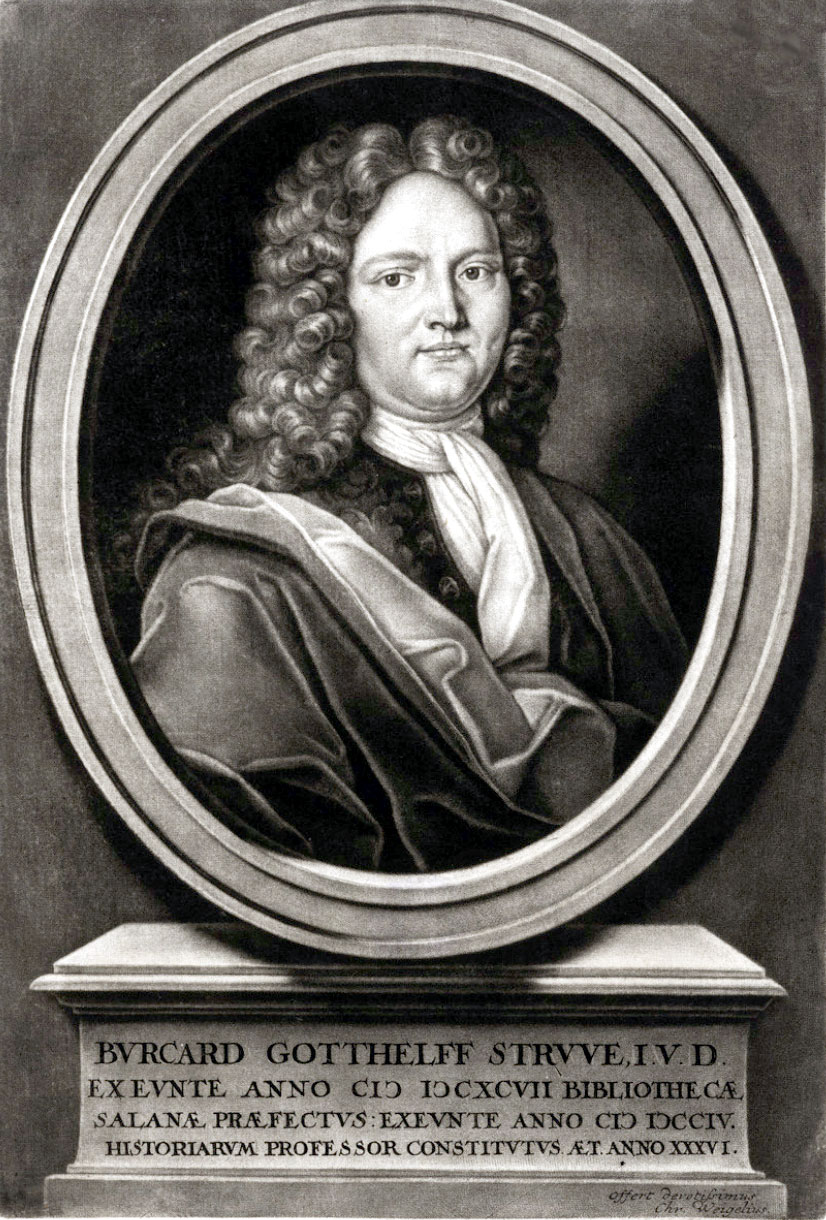
Burkhard Gotthelf Struve

Burkhard Gotthelf Struve (* 26. Mai 1671 in Weimar; † 25. Mai 1738 in Jena) war ein deutscher Polyhistor und Bibliothekar.

## Leben
Struve war ein Sohn des Juristen Georg Adam Struve aus dessen zweiter Ehe mit Susanne Berlich (* 1647 in Jena; † 22. Januar 1699 ebd.). Seine Neffen waren die Mediziner Ernst Gotthold Struve und Friedrich Christian Struve.
Mit 16 Jahren immatrikulierte sich Struve an der Universität Jena für die Fächer Philosophie, Politik, Geschichte und Jura. Einige Semester später wechselte er mit derselben Fächerkombination an die Universität Frankfurt/Oder.
Ab 1691 hielt er sich Sprachstudien wegen in Meiningen auf. Nach dem erfolgreichen Abschluss seines Studiums bekam Struve eine Anstellung an der Universitätsbibliothek Jena als Bibliothekar. Sein Ruf als Historiker war außerordentlich und er prägte mit seinem Lehrstil manchen Studenten. Der Geograph und Universalgelehrte Johann Gottfried Gregorii alias Melissantes nannte ihn später seinen getreuesten Lehrmeister in der Historie.
1704 avancierte Struve zum Professor für Geschichte in Jena. Ab 1730 lehrte er dort Staats- und Lehnsrecht und wurde durch seinen Dienstherrn zum Hofrat ernannt. Struve beteiligte sich auch an den organisatorischen Aufgaben der Jenaer Salana und war in den Sommersemestern 1712, 1720, 1732 Rektor der Alma Mater.

## Ehrungen
1948 wurde die Adlergasse in Lobeda in Struvestraße umbenannt.

## Werke
- Bibliotheca juris selecta. Bailliar, Jena 1703. (Digitalisat)
- De Bibliothecis Accessio Altera Collectioni Maderianæ Adivncta. Hamm, Helmstedt 1705.
- Historie Rastadtischer Friedens-Handlungen. Jena 1714 (Digitalisat)
- Ausführlicher Bericht von der Pfälzischen Kirchen-Historie. Johann Bernhard Hartung, Frankfurt am Main 1721 (Google-Books)
- Pyrrhonismo historico, Jena 1721 online in der Bayerischen Staatsbibliothek
- Ausführliche Historie der Religionsbeschwerden zwischen denen RömischCatholischen und Evangelischen im Teutschen Reich. 2 Bände. Schuster, Leipzig 1722. (Digitalisat Band 1), (Band 2)
- Academische Rede von gelehrten Betrügern. Hebold, Sorau 1734. (Digitalisat)
- Bibliothecae philosophicae Strvvianae emendatae continvatae atqve vltra dimidiam partem avctae. Vandenhoeck & Cunon 1740. (Digitalisat Band 1), (Band 2)
- Corpus historiae Germanicae a prima gentis origine ad annum usque 1730 (Jena 1730; zweite Auflage besorgt und vermehrt von Buder, Jena 1753; dritte Auflage Dresden 1755)